# Moluscos no marinos de Trinidad y Tobago

Locacalización de Trinidad y Tobago

Por moluscos no marinos de Trinidad y Tobago se entiende la parte de la malacofauna de las islas antillanas Trinidad y Tobago que habitan en agua dulce y en el medio terrestre y está constituida por caracoles, almejas y mejillones que viven en hábitats de agua dulce, y los caracoles y babosas que viven en la tierra.

## Antecedente
A partir de la década de 1860, los moluscos terrestres y de agua dulce de Trinidad y Tobago han sido bastante bien estudiado. Thomas Bland publicó el primer documento menciona los moluscos terrestres en 1861. Robert John Lechmere Guppy descubrió e identificó muchas más especies a partir de 1864 en adelante y junto con Edgar Albert Smith fueron  los responsables de las primeras listas completas de especies.

## Listado de especies de Trinidad y Tobago

### Gastrópodos de agua dulce
Ampullariidae

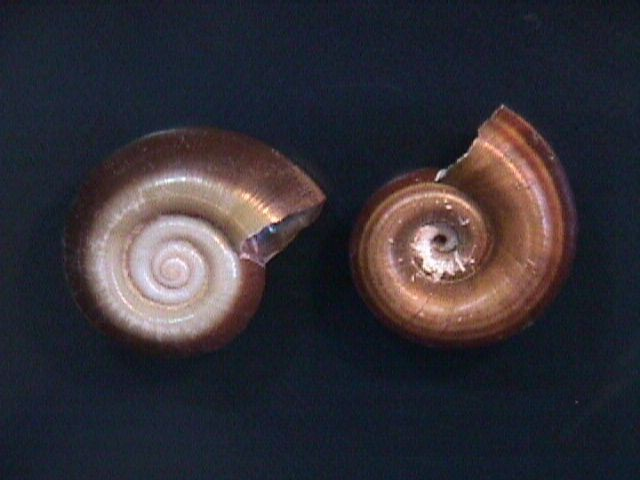
Marisa cornuarietis

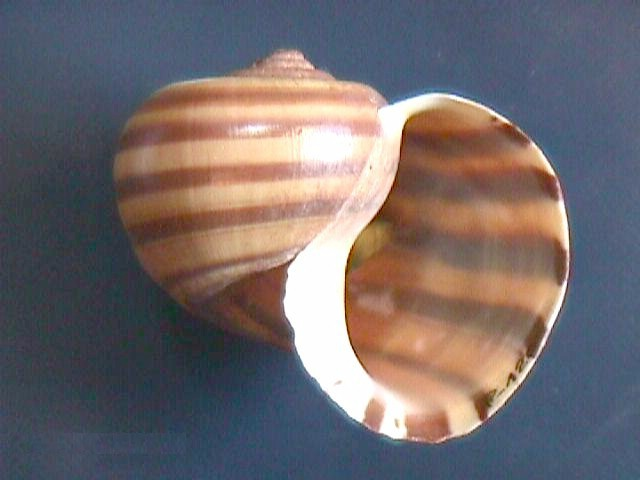
Pomacea glauca

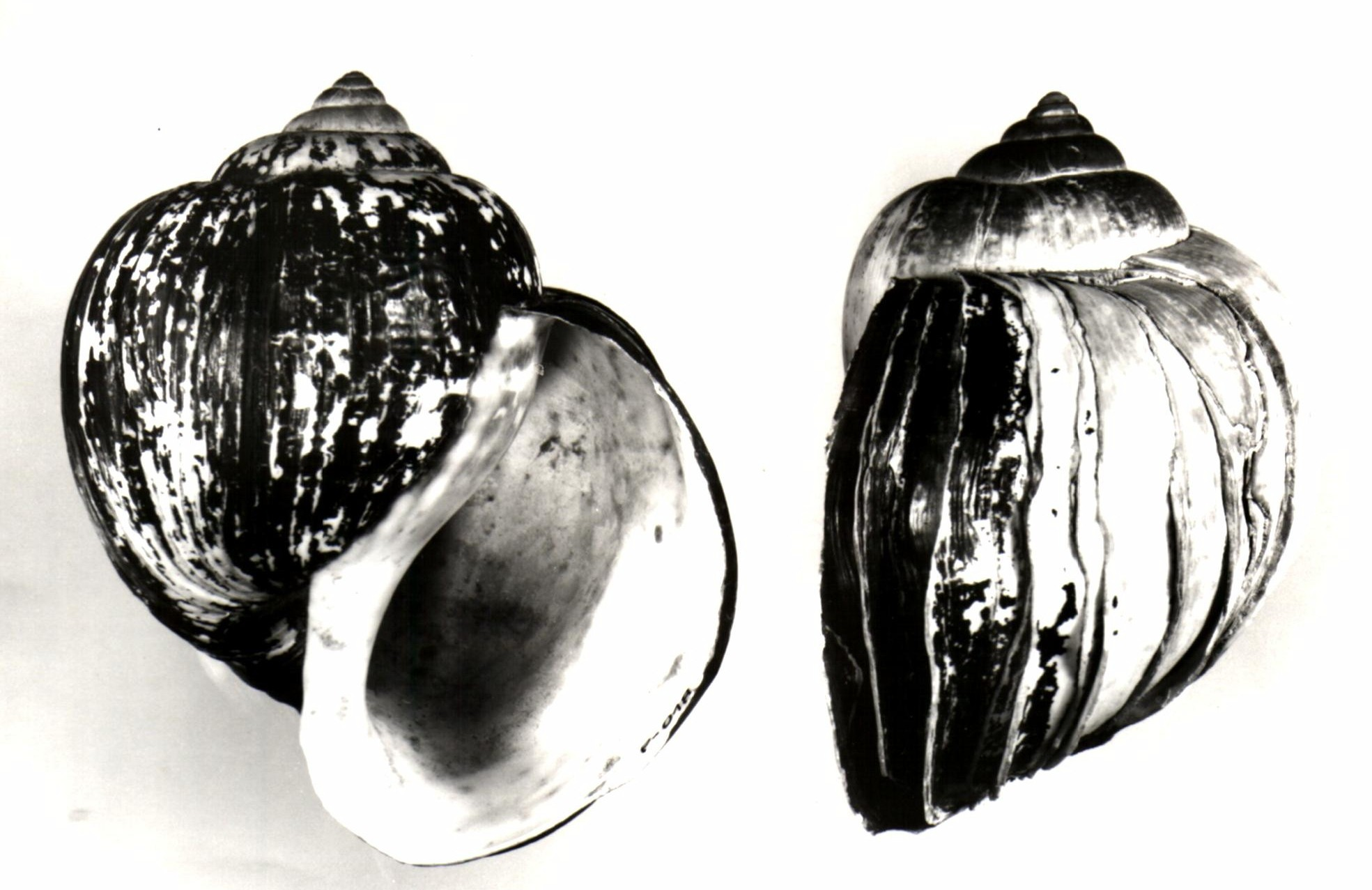
Pomacea urceus

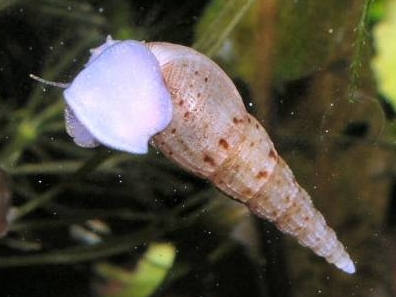
Melanoides tuberculata

- Marisa cornuarietis (Linnaeus, 1758)[4][5]
- Pomacea glauca (Linné, 1758)[4][5]
- Pomacea urceus (Müller, 1774)[4][5]

Ancylidae
- Hebetancylus excentricus (Morelet, 1851)[6]

Hydrobiidae
- Pyrgophorus parvulus (Guilding, 1828)[6]

Physidae
- Physella cubensis (Pfeiffer, 1839)[6]

Planorbidae
- Tropicorbis pallidus (C.B. Adams, 1846)[6]

Thiaridae
- Melanoides tuberculata (O. F. Müller, 1774)[7]

### Gastrópodos terrestres
Helicinidae
- Helicina nemoralis Guppy, 1866[4]

- Helicina dysoni (L. Pfeiffer, 1849)[4]

- Lucidella ignicoma (Guppy, 1868)[4]

- Lucidella lirata (L. Pfeiffer, 1847)[4]

Neocyclotidae
- Cyclohidalgoa translucidum - Cyclohidalgoa translucidum trinitense (Guppy, 1864)[4]

- Austrocyclotus rugatus (Guppy, 1864)[4]

Diplommatinidae

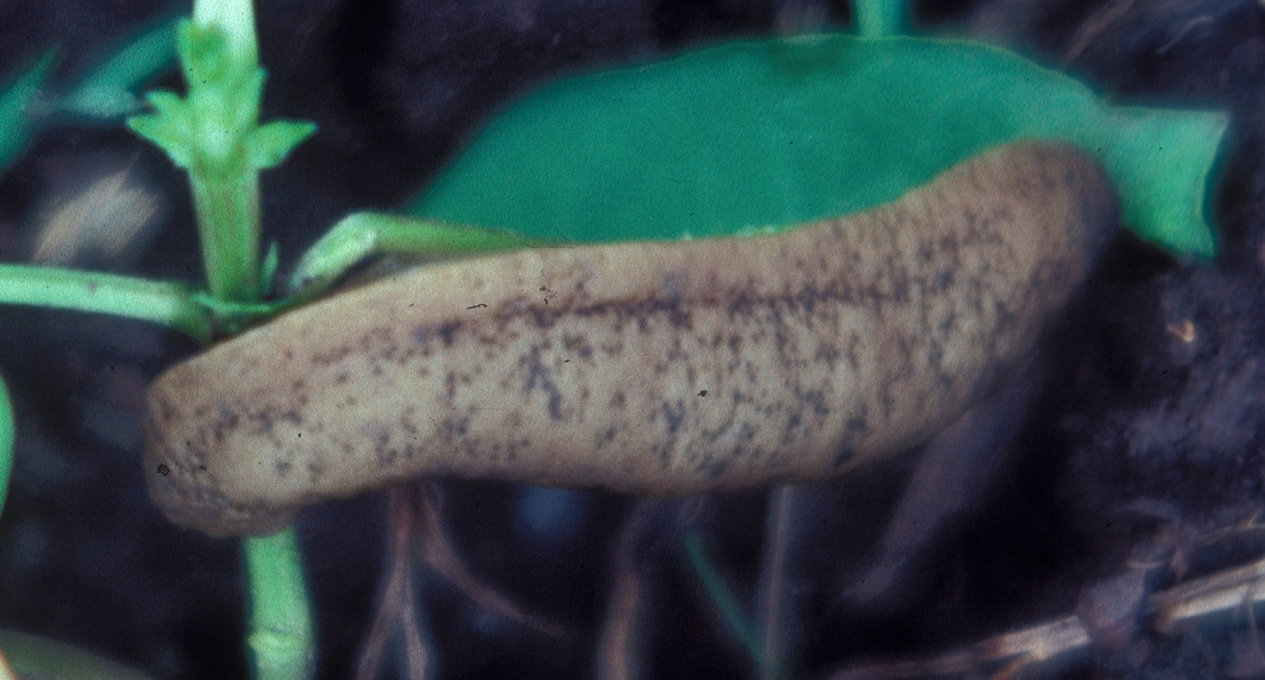
Sarasinula plebeia

- Adelopoma occidentale (Guppy, 1872)[4]

Pomatiidae
- Choanopoma aripensis (Guppy, 1864)[4]

Truncatellidae
- Blandiella reclusa Guppy, 1871[4]

Veronicellidae
- Diplosolenodea bielenbergi (Semper, 1885)
- Sarasinula plebeia (Fischer, 1868)

Subulinidae
- Allopeas gracile (Hutton, 1834)
- Allopeas micra (d’Orbigny, 1835)[4]

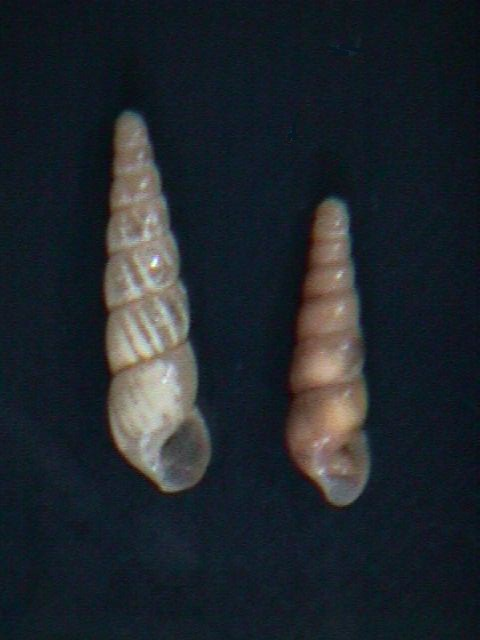
Subulina octona

- Beckianum beckianum (L. Pfeiffer, 1846)[4]

- Leptinaria simplex (Guppy, 1868)[4]

- Leptinaria unilamellata (d’Orbigny, 1837)[4]

- Leptinaria urichi (E.A. Smith, 1896)[4]
- Obeliscus plicatellum (Guppy, 1868)[4]

- Subulina octona (Bruguière, 1798)[4]

Ferussaciidae
- Karolus consobrinus (d’Orbigny, 1842)[4]

Streptaxidae
- Huttonella bicolor (Hutton, 1834)[4]

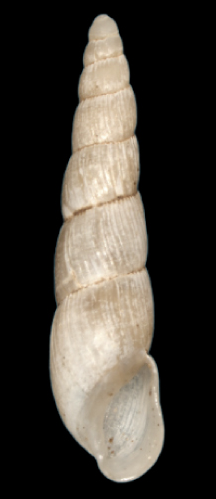
Streptostele musaecola

- Streptaxis glaber (L. Pfeiffer, 1849)[4]

- Streptostele musaecola (Morelet, 1860)

Succineidae
- Succinea candeana Lea
- Succinea pusilla Pfeiffer
- Omalonyx matheroni (Potiez & Michaud, 1838)[4]

Vertiginidae
- Bothriopupa tenuidens (C.B. Adams, 1845)[8]
- Gastrocopta barbadensis (L. Pfeiffer, 1853)[4]

- Gastrocopta servilis riisei (L. Pfeiffer, 1852)[8]
- Gastrocopta rupicola marginalba (L. Pfeiffer, 1840)[8]
- Gastrocopta geminidens (Pilsbry, 1930)[8]

Orthalicidae

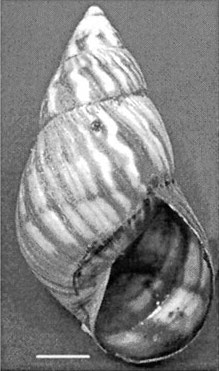
Orthalicus undatus

- Orthalicus undatus (Bruguière, 1792)[4]
- Bulimulus diaphanus (Pfeiffer, 1855)
- Drymaeus broadwayi (E.A. Smith, 1896)[4]
- Drymaeus imperfectus (Guppy, 1866)
- Drymaeus mossi (E.A. Smith, 1896)[4]
- Drymaeus rawsoni (Guppy, 1871)[4]
- Drymaeus vincentinus (L. Pfeiffer, 1846)[4]
- Naesiotus pilosus (Guppy, 1871)[4]
- Plekocheilus glaber (Gmelin, 1791)[4]
- Simpulopsis corrugatus Guppy, 1866

Urocoptidae
- Brachypodella trinitaria (L. Pfeiffer, 1860)[4]

- Brachypodella oropuchensis Spence

Scolodontidae
- Happiella guildingi (Bland, 1865)[4]

- Miradiscops lunti (E.A. Smith, 1898)
- Systrophia alicea (Guppy, 1871)[4]

- Tamayoa trinitaria (E.A. Smith, 1898)

Gastrodontidae

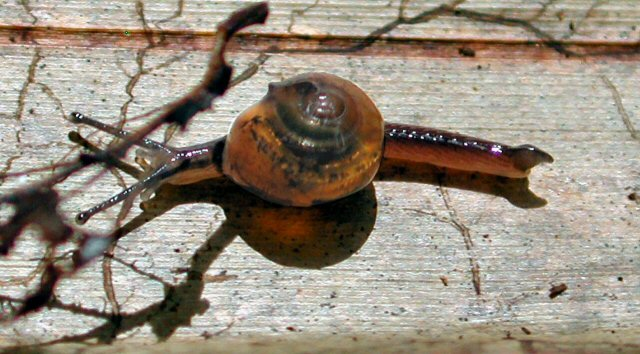
Ovachlamys fulgens

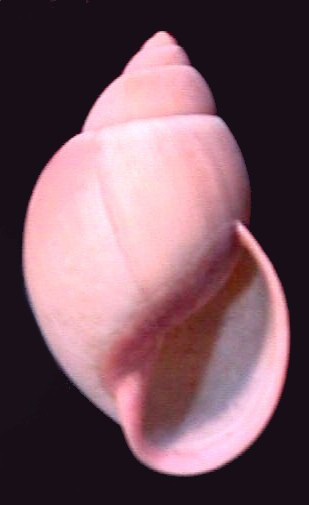
Megalobulimus oblongus

- Striatura umbratilis (Guppy, 1868)[4]

Philomycidae
- Pallifera sp.

Euconulidae
- Guppya gundlachi (L. Pfeiffer, 1840)
- Habroconus ernsti (Jousseaume)
- Habroconus cassiquiensis (L. Pfeiffer, 1853)[4]

Helicarionidae
- Ovachlamys fulgens (Gude, 1900)

Strophocheilidae
- Megalobulimus oblongus (Müller, 1774)[4]
- Megalobulimus oblongus var. tobagoensis (Pilsbry, 1895)

Helicodiscidae
- Radiodiscus bactricolus (Guppy, 1868)[4]

Xanthonychidae
- Averellia coactiliata (Deshayes, 1839)[4]

Thysanophoridae
- Thysanophora plagioptycha (Shuttleworth, 1854)

## Freshwater bivalves
Mycetopodidae

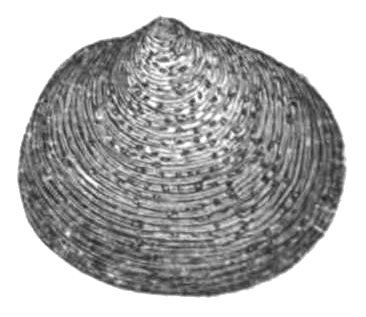
Pisidium punctiferum

- Anodontites leotaudi (Guppy, 1864)[4]
- Mycetopoda siliquosa (Spix, 1827)[9]

Sphaeriidae (=Pisidiidae)
- Pisidium punctiferum (Guppy, 1867)[10]
- Eupera cubensis (Prime, 1865)[6]